# Pseudotriton montanus
Pseudotriton montanus és una espècie d'amfibis urodels de la família Plethodontidae. Va ser descrit el 1850 pel zoòleg nord-americà Spencer Fullerton Baird (1823-1887).
És endèmica als Estats Units d'Amèrica a la plana costanera i el Piemont de l'est de Geòrgia, a ambdues Carolines i Virgínia, i a la plana costanera de Maryland i el sud de Nova Jersey; a l'oest dels Apalatxes, a l'est de Tennessee, Kentucky, l'oest de Virgínia Occidental, l'oest de Virgínia i el sud d'Ohio. Se n'han observat subpoblacions aïllades al centre-est del Mississipí i al centre-sud de Pennsilvània.
Habita fonts fangoses, deus d'aigua dolça, rierols lents a planes inundables i pantans al llarg de rierols lents; estanys creats per l'activitat dels castors. És molt secret i de vegades difícil de detectar. Els ous s'enganxen per separat als objectes a l'aigua, com ara la part inferior de les fulles en piscines tranquil·les. És classificat a la Llista Vermella de la IUCN com a risc mínim.